# GRRRotesky
GRRRotesky je desáté studiové album české hudební skupiny Insania, které vyšlo 25. února 2022.

## Podrobnosti
Album je inspirováno groteskními a hororovými filmy z 20. a 30. let 20. století. Komiksové citoslovce "GRRR" v názvu vyjadřuje vztek nad současným světovým děním.
Album bylo vydáno na CD, vinylu, audiokazetě a digitálně.

## Přijetí
Kritiky na album byly vesměs velmi pozitivní. Oceňovány byly propracované texty, chytlavost a zvuk. Naopak dílu byla vytýkána předvídatelnost a minimální posun oproti předchozí tvorbě.
Album získalo cenu hudební akademie Anděl Coca-Cola 2022 v kategorii „Rock".

## Videoklipy
Pro album byly natočeny videoklipy k písním „Bomba v kabaretu“, „Vytěsňuju“, „Placatej svět“  (výtvarně inspirovaný tvorbou Karla Zemana), „Nasyp to do mě“ (s účinkujícím hercem Jiřím Vyorálkem a v režii Michala Skořepy)  a „Jedeme peklo“  (výtvarně inspirovaný filmem Sin City – město hříchu).

## Seznam skladeb
Autor textů Petr „Poly“ Pálenský, autor hudby Insania.
| Pořadí         | Název                        | Délka |
| -------------- | ---------------------------- | ----- |
| 1.             | Vytěsňuju                    | 3:36  |
| 2.             | Narvi svůj testosteron jinam | 3:53  |
| 3.             | Haka starýho Nicka           | 3:36  |
| 4.             | Ses ztrapnil                 | 3:25  |
| 5.             | Jedeme peklo                 | 3:55  |
| 6.             | Placatej svět                | 2:52  |
| 7.             | Nasyp to do mě               | 3:13  |
| 8.             | Bomba v kabaretu             | 2:48  |
| 9.             | Buď jako buddha              | 4:14  |
| 10.            | Neber si to osobně           | 3:49  |
| 11.            | Víc než platonicky           | 3:29  |
| 12.            | Hvízdání                     | 4:22  |
| Celková délka: | Celková délka:               | 43:50 |

## Obsazení
- Petr „Poly“ Pálenský – zpěv, rap, kytara
- Petr „Tudy“ Holubář – klávesy
- Radovan „Klíma“ Kříž – baskytara
- Rostislav „BlackDrum“ Mozga – bicí

### Hosté
- Lori – zpěv (2,12)

### Produkce
- Stanislav Valášek - nahrávání, mix, mastering
- Petr Holubář, Petr Pálenský - předprodukční aranže
- Radek „DNT2" Mauer - obal